# Lake Charles
Lake Charles est une ville des États-Unis, l'une des cinq plus grandes de Louisiane. Elle est située sur la rivière Calcasieu. La ville est le siège de la paroisse de Calcasieu. Elle comptait en 2005 environ 70 000 habitants. La ville est riche avec la culture cadienne, représentée par la cuisine cadienne (les écrevisses, le gumbo, etc.) Elle fut touchée en septembre 2005 par l'ouragan Rita.
Lake Charles est connue comme la Capitale des Fêtes de Louisiane à cause des 75 fêtes qui se déroulent annuellement dans la région. La ville est un important centre pétrochimique. En outre, elle compte plusieurs casinos célèbres et abrite l'Université McNeese State. Elle compte 85000 habitants environ .

## Histoire
Plusieurs tribus amérindiennes occupaient la région du Lac Charles moderne avant l'arrivée des premiers européens, d'ascendance française, espagnole, anglaise, et hollandaise, arrivés à partir des années 1760. À cette époque, la région était couverte d'épaisses forêts de pins et de cyprès chauves. La tradition orale retient que le célèbre Jean Lafitte visita fréquemment le Bayou Contraband et son lac avant et après la Guerre de 1812.
M. et Mme LeBleu de Bordeaux, en France, furent les premiers européens inscrits à se fixer dans la région autour de 1781, dans un secteur désormais connu comme l'Établissement LeBleu. Charles Sallier se maria avec la fille des LeBleu, Catherine. Les Sallier firent ensuite construire leur maison sur la plage où Lake Charles se dresse maintenant. Par la suite, le lac devint le lac de Charlie. Avant 1860 cette région était appelée la Cité de Charles. Nombre de descendants de Charles Sallier sont enterrés au Cimetière Sallier, près de l'Hôpital St-Patrick.
Le Rio Hondo, qui traverse Lake Charles, fut appelé plus tard Quelqueshue, un terme amérindien signifiant Aigle Pleurant. Au bout d'un certain temps, le terme fut déformé en Calcasieu (le nom donné à la paroisse d'aujourd'hui). Le 7 mars 1861, le Lac Charles fut incorporé sous le nom de Charleston, Louisiane.
Le développement de la ville fut assez lent jusqu'à ce que le capitaine Daniel Goos, un Frison de naissance, s'installe en 1855. Goos établit un moulin et un bassin de schooner, maintenant appelé Goosport, et lança un commerce fructueux avec les ports du Texas jusqu'au Mexique le long du golfe du Mexique. Jusqu'à l'arrivée de Goos, un certain Jacob Ryan dominait l'industrie du bois. Entre 1817 et 1855, le bois produit à partir des pins des marais et des cyprès chauves constitua l'activité économique principale.
Jacob Ryan persuada le gouvernement de l'État de déplacer le chef-lieu de paroisse de Marion, située à environ 8 miles en amont, au Lac Charles. La même année, Ryan et Samuel Kirby transférèrent le palais de justice et la prison de paroisse au Lac Charles, encore appelée à l'époque Charleston. Six ans après la ville fut intégrée. Le 16 mars, 1867, la ville de Charleston, Louisiane devenait Lake Charles.

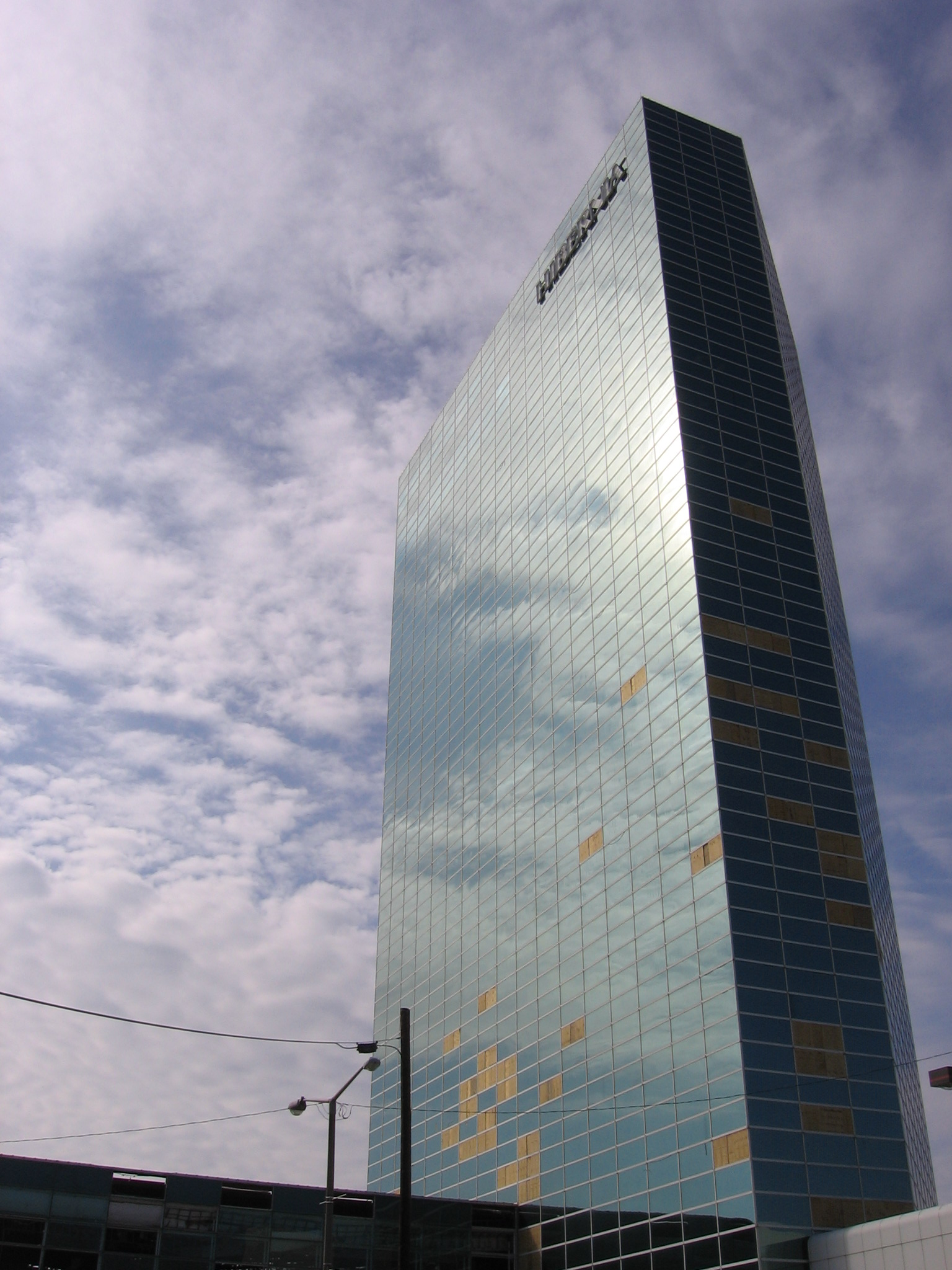
La tour Hibernia, le deuxième plus grand édifice de Lac Charles, vu après l'ouragan Rita.

Juste avant la guerre de Sécession, de nombreux Anglais et Américains du nord-est, ainsi qu'un grand afflux d'Européens continentaux et de Juifs vinrent se fixer dans la région. La résistance à l'abolition de l'esclavage était mitigée à Lake Charles, et considérée comme secondaire eu égard aux intérêts commerciaux. Moins de 5 % de la population étaient esclaves. La communauté fut finalement impliquée dans la guerre, et les jeunes hommes de familles locales servirent les États confédérés d'Amérique.
Après la Guerre de Sécession, Lake Charles devint une ville majeure de l'industrie du bois. Au cours des années 1880, ce qui n'était qu'un village avec une petite scierie se transforma en une ville florissante, principalement grâce à l'introduction et l'utilisation novatrice de méthodes publicitaires par un certain J.B. Watkins. Avec sa campagne extraordinaire pour l'époque, à hauteur de 200 000 $, la ville crût ainsi de 400 % dans la décennie 1880.
Les constructions les plus imposantes datent d'avant 1890, époque pendant laquelle les charpentiers locaux œuvrèrent à développer l'usage de menuiseries soignées et de décorations victoriennes.
Le palais de justice, édifié par Ryan et Kirby, fut reconstruit plusieurs fois, le premier à deux étages de bois de cyprès en 1872, puis en briques en 1890. Le palais de justice de 1890 fut détruit lors du Grand Feu de 1910. Le palais de justice historique de la paroisse Calcasieu fut démoli en 1912. Deux mois après, la vieille paroisse Calcasieu Impérial était scindée avec les paroisses actuelles d'Allen, Beauregard, Cameron, Jefferson Davis et Calcasieu.
En mars 1904, la Bibliothèque Mémoriale Carnegie, la Bibliothèque moderne de la Paroisse Calcasieu, ouvraient, ayant été financées partiellement par Andrew Carnegie et construites sur des terres données par W. S. B. McLaren, président de la Compagnie de Terre Nord-Américaine et Bois de Londres, Angleterre.
Après la Seconde Guerre mondiale, Lake Charles connut un développement industriel important avec l'industrie pétrochimique. La ville crût ainsi de près de 80 000 personnes dans les années 1980. Par la suite, la récession économique entraîna une contraction de la population, laquelle était de 71 757 habitants lors du recensement de 2000.
Le 24 septembre 2005, l'ouragan Rita frappe durement la ville. Heureusement, la majorité des résidents avaient été évacuée et personne ne fut tué.

## Géographie
La ville est située sur les bords du fleuve Calcasieu en Louisiane du sud-ouest, à proximité des lacs Charles et Prien. Elle dispose d'un port sur un canal en eau profonde menant au golfe du Mexique.
Selon les données du bureau de recensement des États-Unis, la ville couvre une superficie totale de 110,2 km2 (42,5 mi2). 104 km2 (40,2 mi2) sur la terre ferme et 6,1 km2 (2,4 mi2) ou (5,57 %) d'eau.
Géographiquement, la ville est située dans une plaine à environ 30 miles du golfe du Mexique, dans une région initialement couverte de pins.

## Banlieue
Quelques villes proches de Lake Charles :
- Moss Bluff - une banlieue de 10 000 hab. au nord de la ville via U.S. Highway 171.
- Sulphur - une banlieue de 20 000 hab. à l'ouest de la ville via I-10 ou U.S. Highway 90.
- Westlake - une banlieue de 5 000 hab. à l'ouest du centre de ville auprès Isle of Capri Casino de Lac Charles.

## Démographie
| Groupe            | Lake Charles | Louisiane | États-Unis |
| ----------------- | ------------ | --------- | ---------- |
| Afro-Américains   | 47,7         | 32,0      | 12,6       |
| Blancs            | 47,0         | 62,7      | 72,4       |
| Métis             | 2,1          | 1,6       | 2,9        |
| Asiatiques        | 1,7          | 1,6       | 4,8        |
| Autres            | 1,2          | 1,6       | 6,4        |
| Amérindiens       | 0,4          | 0,7       | 0,9        |
| Total             | 100          | 100       | 100        |
|                   |              |           |            |
| Latino-Américains | 2,9          | 4,3       | 16,7       |

Selon l'American Community Survey pour la période 2011-2015, 91,14 % de la population âgée de plus de 5 ans déclare parler l'anglais à la maison, 2,87 % le français, 2,77 % l'espagnol, 0,59 % le vietnamien et 2,63 % une autre langue.

## Éducation

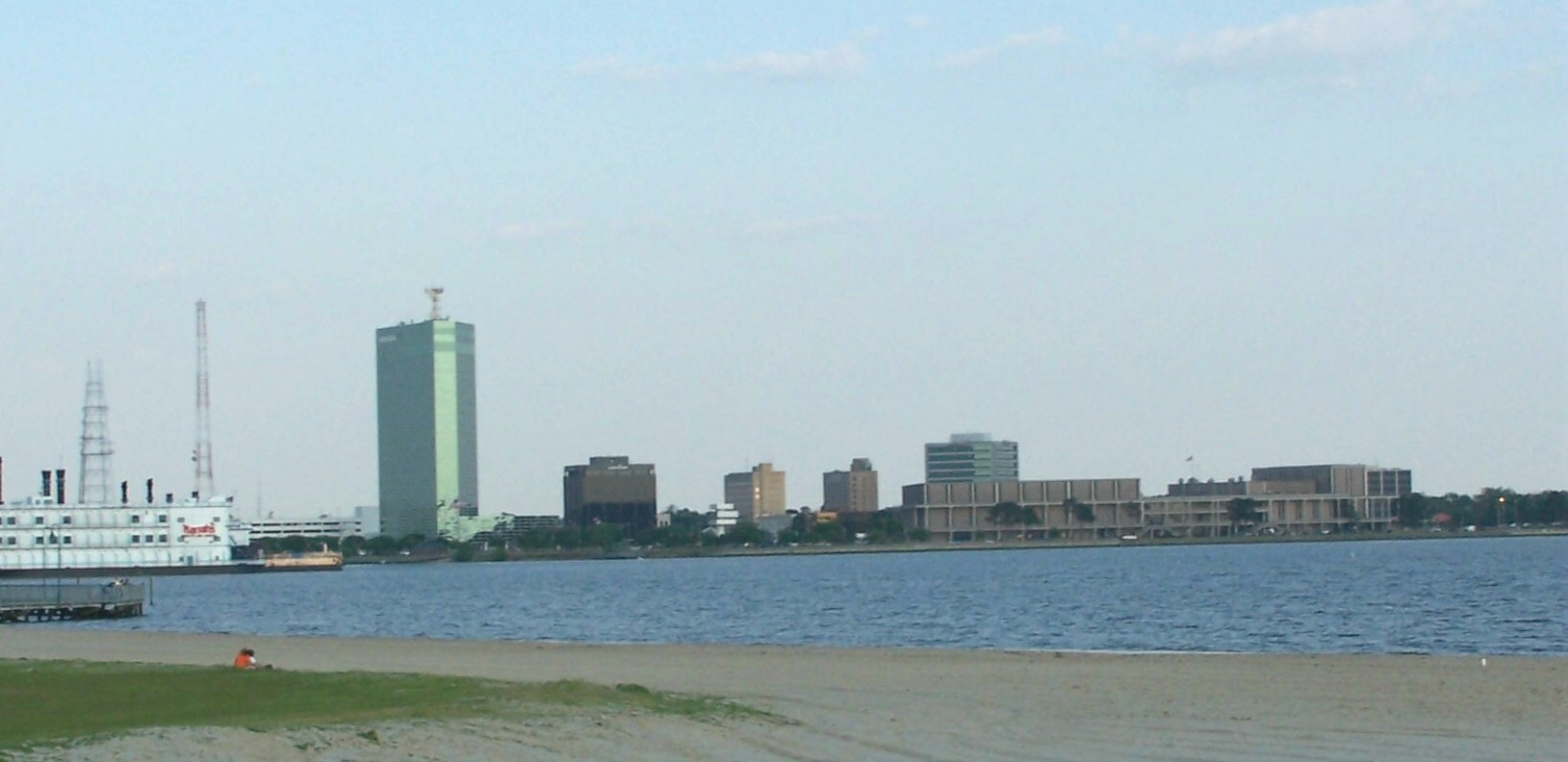
Lake Charles vu de l'autre côté du lac Charles qui donne son nom à la ville.

L'Éducation est importante pour la ville. Les écoles publiques élémentaires sont les meilleures écoles de l'État de Louisiane. Lake Charles est le siège de l'Université McNeese State, une université publique au système d'écoles de Louisiane. Plus de 8 000 étudiants fréquentent l'université.

## Religion
La religion principale à Lake Charles est, en raison de l'héritage français, le catholicisme (la ville est le siège d'un évêché depuis le 29 janvier 1980). Cependant, on y rencontre un grand nombre de protestants tels les baptistes ou les anglicans. Et enfin, en petit nombre, des Juifs, quelques musulmans et quelques athées.

## Transports
La ville est située sur Interstate 10, outre Interstate 210 qui dessert le sud de la ville. Interstate 210 est une boucle qui donne le accès à interstate highway dans toute la ville. U.S. Highway 90 et U.S. Highway 171 sont d'autres axes joignant Lake Charles aux villes voisines. Les rues principales dans la ville sont Ryan Street, menant au centre-ville, Lake Street, du lac Charles jusqu'à l'aéroport, McNeese Street, devant l'université du même nom, et Nelson Street, qui va de L'Auberge du Lac Casino à l'est extrême de la ville.
Le service aérien est assuré par l'aéroport régional de Lake Charles, situé au sud de la ville. Les vols quotidiens y sont assurés par Continental Airlines. L'aéroport international Chennault (Chennault Airpark, code AITA : CWF), entièrement opérationnel, sert en revanche de centre industriel et ne donne pas de services aériens. Cet aéroport doit son nom au major général Claire Chennault, l'aviateur célèbre qui a commandé l'escadrille des Flying Tigers pendant la Seconde Guerre mondiale.
Le port de Lake Charles est le seizième plus grand port maritime aux États-Unis, le quatrième plus grand port maritime américain de service de paquebots du golfe du Mexique et un centre majeur pour le trafic de conteneurs dans le golfe à l'ouest avec le canal maritime de Calcasieu donnant un accès direct au golfe du Mexique, 34 miles en aval des jetées de ville. Le canal maritime croise the Gulf Intracoastal Waterway au nord du lac Calcasieu. Le canal maritime a une profondeur de 40 pieds et une laisse de bas de 400 pieds.

## Commerce
Beaucoup d'habitants sont employés dans les raffineries pétrochimiques à l'ouest de la ville et du lac Charles, en particulier à Westlake. Deux des plus grandes compagnies sont PPG Industries et Citgo.
The Trunkline LNG terminal (transformateur de gaz et de liquides) immédiatement au sud-ouest de Lake Charles est l'un des quelques LNG terminals aux États-Unis. Il a les facilités pour la réception, le stockage, et la regazification de LNG.
Plusieurs tentatives ont été faites pour installer des industries de fabrication dans la région longtemps pour différencier  la base économique de la ville. L'Aéroport Chennault accueillit the EADS Airoframe services, qui sert les avions. Boeing y a eu une opération avant que la compagnie ne laisse l'aéroport dans les 1970.

## Événements Actuels

### Ouragan Rita

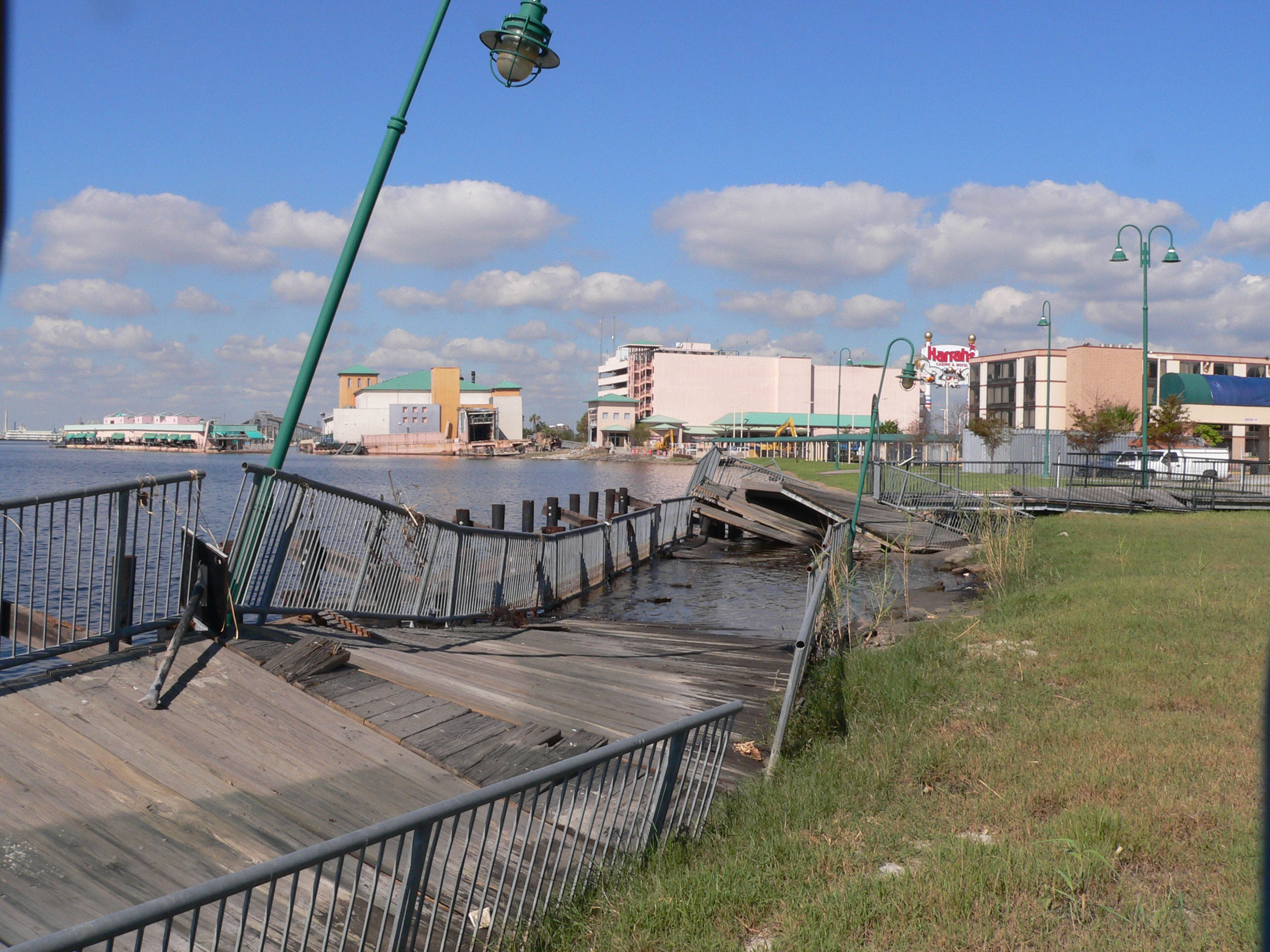
La conséquence de l'ouragan Rita sur le ponton en bois.

Lake Charles a subi des dommages importants causés par l'ouragan Rita, qui a frappé la ville tôt le 24 septembre 2005. Le 22 septembre, le maire Randy Roach a commandé une évacuation obligatoire de Lake Charles, et approximativement 90 % des résidents ont évacué avant l'arrivée de l'ouragan. On a demandé aux évacués ne pas rentrer avant 48 heures, à cause des dommages du vent et de l'inondation. L'approvisionnement électrique de la ville a subi des dommages majeurs, et quelques secteurs ont été rebranchés seulement trois semaines après. Beaucoup de résidences et appartements ont dû être condamnés, temporairement ou non, à cause de la prolifération de moisissures.

### Pinnacle, Inc.
La compagnie de casino Pinnacle Entertainment, Inc. a ouvert à grand renfort de publicité un casino sur le fleuve en mai 2005. Le nom du casino est L'Auberge du Lac Resort, qui montre l'héritage français de la région. Cet établissement de jeux majeur est complet avec un terrain de golf de 18 trous dessiné par Tom Fazio, beaucoup de restaurants spécialisés, un spa et un salon, un grand secteur de piscine avec un petit cours d'eau, et plusieurs boutiques. Il emploie plus de 2 000 personnes, et plusieurs vedettes viennent y faire des spectacles.

## Culture cadienne

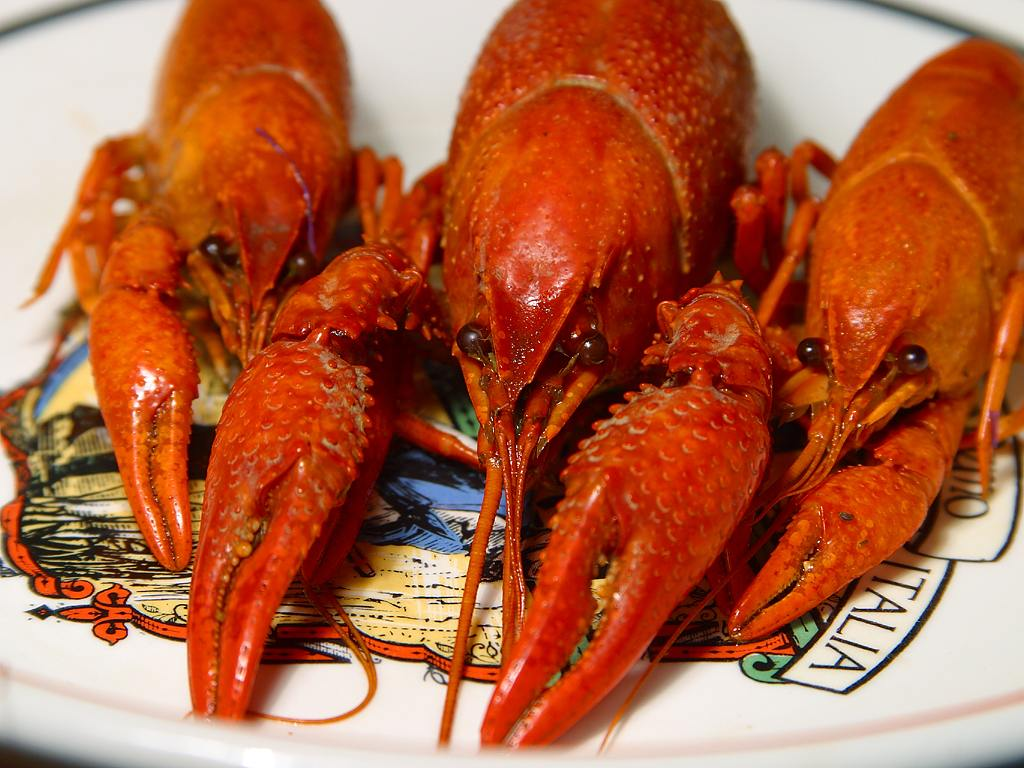
Les écrevisses bouillies sont un aliment classique de la cuisine cadienne.

Une partie importante de cette région au sud-ouest de Louisiane est la culture cadienne. Les gens portent leur héritage français en cuisinant la nourriture cadienne qui vient de la cuisine française. Les articles comme les écrevisses, le gombo, l'étouffée, les cuisses de grenouilles, l'alligator grillé, les crevettes frites, le jambalaya et beaucoup de types de poissons sont cuisinés. Il y a un intérêt aussi pour la musique cadienne. 
Pour voir un article plus détaillé de la nourriture régionale, visitez la cuisine cadienne.

## Langues
Lake Charles étant situé en Louisiane, de nombreuses personnes âgées de la région parlent le français cadien, similaire au français standard. Cependant, la plupart des jeunes générations ne parlent plus le français. Toutefois, semble se dessiner ces dernières années un certain regain en sa faveur.

## Jumelages
- Perpignan (France) depuis le 6 septembre 1991
- Sioux City (États-Unis)